# 奎德斯巴赫
奎德斯巴赫 是德国莱茵兰-普法尔茨州的一个市镇。总面积14.78平方公里，总人口2806人，其中男性1353人，女性1453人（2011年12月31日），人口密度190人/平方公里。